# François Kips
 (janvier 2019).
Si vous disposez d'ouvrages ou d'articles de référence ou si vous connaissez des sites web de qualité traitant du thème abordé ici, merci de compléter l'article en donnant les références utiles à sa vérifiabilité et en les liant à la section « Notes et références ».
François Kips, est un architecte ayant œuvré à l'extension du bâti de Bruxelles lors de l'effervescence architecturale au tournant de la Belle Époque.
Il construisit de nombreuses maisons bruxelloises.

## Ses constructions
- 1898 : rue Stévin 94, avec signature de l'architecte François Kips gravée sur le soubassement.
- 1899 : square Ambiorix, maison de Monsieur Hoed de Vries, avec ornement de sgraffite (pissenlits) par Gabriel Van Dievoet.
- 1899 : rue Simonis 17.
- 1900 : bâtiment du pesage, hippodrome de Boitsfort
- 1909 : rue de Stassart 50-52, grande maison de style éclectique.